# Гбарнга
Гбарнга (англ. Gbarnga) — місто у Ліберії, адміністративний центр графства Бонг.

## Географія
Гбарнга розташована у центральній частині країни неподалік гвінейського кордону.

### Клімат
Місто знаходиться у зоні, котра характеризується мусонним кліматом. Найтепліший місяць — квітень із середньою температурою 26.1 °C (79 °F). Найхолодніший місяць — грудень, із середньою температурою 23.8 °С (74.8 °F).
| Клімат Гбарнги          | Клімат Гбарнги | Клімат Гбарнги | Клімат Гбарнги | Клімат Гбарнги | Клімат Гбарнги | Клімат Гбарнги | Клімат Гбарнги | Клімат Гбарнги | Клімат Гбарнги | Клімат Гбарнги | Клімат Гбарнги | Клімат Гбарнги | Клімат Гбарнги |
| Показник                | Січ.           | Лют.           | Бер.           | Квіт.          | Трав.          | Черв.          | Лип.           | Серп.          | Вер.           | Жовт.          | Лист.          | Груд.          | Рік            |
| Середня температура, °C | 24             | 25,1           | 26             | 26,1           | 25,7           | 24,9           | 24             | 24             | 24,5           | 24,9           | 24,9           | 23,8           | 24,8           |
| Норма опадів, мм        | 23.8           | 49.1           | 114.4          | 149.2          | 217.2          | 309.3          | 303.4          | 349.5          | 422.8          | 257.9          | 110.3          | 39.7           | 2346.6         |
| Днів з опадами          | 1,8            | 3,3            | 7,7            | 10,8           | 17,3           | 19,7           | 21,6           | 23,9           | 24,1           | 19,8           | 11,2           | 4,2            | 165,4          |
| Вологість повітря, %    | 73.2           | 73.7           | 77             | 78.7           | 81.5           | 83.1           | 84.9           | 85.4           | 83.9           | 82             | 82.2           | 78.5           | 80.3           |
| ----------------------- | -------------- | -------------- | -------------- | -------------- | -------------- | -------------- | -------------- | -------------- | -------------- | -------------- | -------------- | -------------- | -------------- |
| Джерело: Weatherbase    |                |                |                |                |                |                |                |                |                |                |                |                |                |